# Vigilante (jogo eletrônico)
Vigilante (ビジランテ) é um jogo de luta do gênero beat’em up, lançado no Japão pela Irem em 1988, e distribuído nos EUA pela Data East.

## Enredo
Ambientado em Nova York nos EUA, Vigilante conta a história de um artista marcial solitário que se tornou um vigilante, e que luta contra uma gangue maléfica conhecida como Skinheads (Rogues, na versão ocidental). A gangue, liderada por Giant Devil, sequestrou a namorada do vigilante, Madonna (Maria, na versão ocidental), e ele deve lutar para livrar as ruas desta ameaça e salvar a refém.

## Jogabilidade
No mesmo estilo de seu antecessor espiritual Kung-Fu Master, o jogo é dividido em 5 fases onde o vigilante deve derrotar capangas e soldados de Giant Devil, usando para isso socos, chutes e voadoras. No final de cada fase, um chefe deve ser derrotado, para que o jogador possa prosseguir para o estágio seguinte. Alguns inimigos derrubam um nunchaku, única arma disponível no jogo.

## Versões
Vigilante teve versões para várias consoles de sua época como Master System e TurboGrafx-16, bem como computadores Atari ST, Commodore 64, MSX e Amstrad CPC. A versão para TurboGrafx-16 foi portada para Wii Virtual Console em 2007.